# Nacho Rodríguez
Ignacio Pablo Rodríguez Marín, detto Nacho (Malaga, 2 settembre 1970), è un dirigente sportivo ed ex cestista spagnolo.

## Carriera
Con la Spagna ha disputato i Giochi olimpici di Sydney 2000, i Campionati mondiali del 2002 e quattro edizioni dei Campionati europei (1995, 1997, 1999, 2001).

## Palmarès
- Campionato spagnolo: 4

Barcellona: 1998-99, 2000-01, 2002-03, 2003-04
- Copa del Rey: 1

Barcellona: 2001, 2003
- Liga catalana: 2

Barcellona: 2000, 2001
- Coppa Korać: 1

Barcellona: 1998-99
- Eurolega: 1

Barcellona: 2002-03